# Blame It All on My Roots: Five Decades of Influences
Blame It All on My Roots: Five Decades of Influences é uma caixa de coleccionador do cantor norte-americano Garth Brooks, lançado a 11 de Novembro de 2013 através da Pearl Records. O projecto foi vendido exclusivamente nas lojas Walmart e Sam's Club, incluindo 77 canções em seis discos mais trinta e três vídeos musicais e uma actuação ao vivo em Las Vegas através de dois DVD. O trabalho estreou na primeira posição da Billboard 200 dos Estados Unidos com 146 mil cópias vendidas.

## Desempenho nas tabelas musicais

### Posições
| Tabela musical (2013)                         | Melhor posição |
| --------------------------------------------- | -------------- |
| Estados Unidos - Billboard 200                | 1              |
| Estados Unidos - Billboard Country Albums     | 1              |
| Estados Unidos - Billboard Independent Albums | 1              |